# Ха-Мошава
«Ха-Мошава» (ивр. אצטדיון המושבה; Itztadion HaMoshava‎; «Поселение»), также известный как стадион «Петах-Тиква» — футбольный стадион в Петах-Тикве, Израиль. Построенный в 2011 году, он используется главным образом для проведения футбольных матчей и является домашним стадионом местных «Хапоэля» и «Маккаби».
Стадион имеет вместимость 11 500 зрителей с возможностью дальнейшего строительства северной и южной трибун на 8500 зрителей и увеличения общего числа зрительских мест до 20000. Являясь частью большого спортивного парка в новой индустриальной зоне города, комплекс также может включить в себя многоцелевую арену на 3000 мест и тренировочные поля с искусственным покрытием. Бюджет стадиона составил 25 миллионов долларов США.
Проектировщиком нового стадиона стала компания GAB (Goldshmidt Arditty Ben Nayim) Architects, одна из лидирующих израильских спортивных архитектурных фирм, которая также составила проект новых стадионов «Нетания» и «Хаберфельд».
Стадион был открыт 6 декабря 2011 года после почти двух лет строительства. Он был одним из мест проведения молодёжного Евро-2013, приняв три матча группового этапа и полуфинал.
Поиск названия для стадиона был противоречивым для Петах-Тиквы — некоторые местные жители хотели, чтобы он назывался «Рош-ХаЗахав» (Rosh HaZahav, «Золотая голова») в честь бывшего игрока местного «Хапоэля» и сборной Израиля Наума Стельмаха. После отказа администрации города он был назван «Ха-Мошава», в честь прозвища Петах-Тиквы — «Эм ха-Мошавот» (Мать поселений).
В начале 2014 года стадион стал местом проведения Объёдинённого суперкубка 2014 — товарищеского турнира, в котором приняли участие чемпионы и вице-чемпионы России и Украины.

## Фото

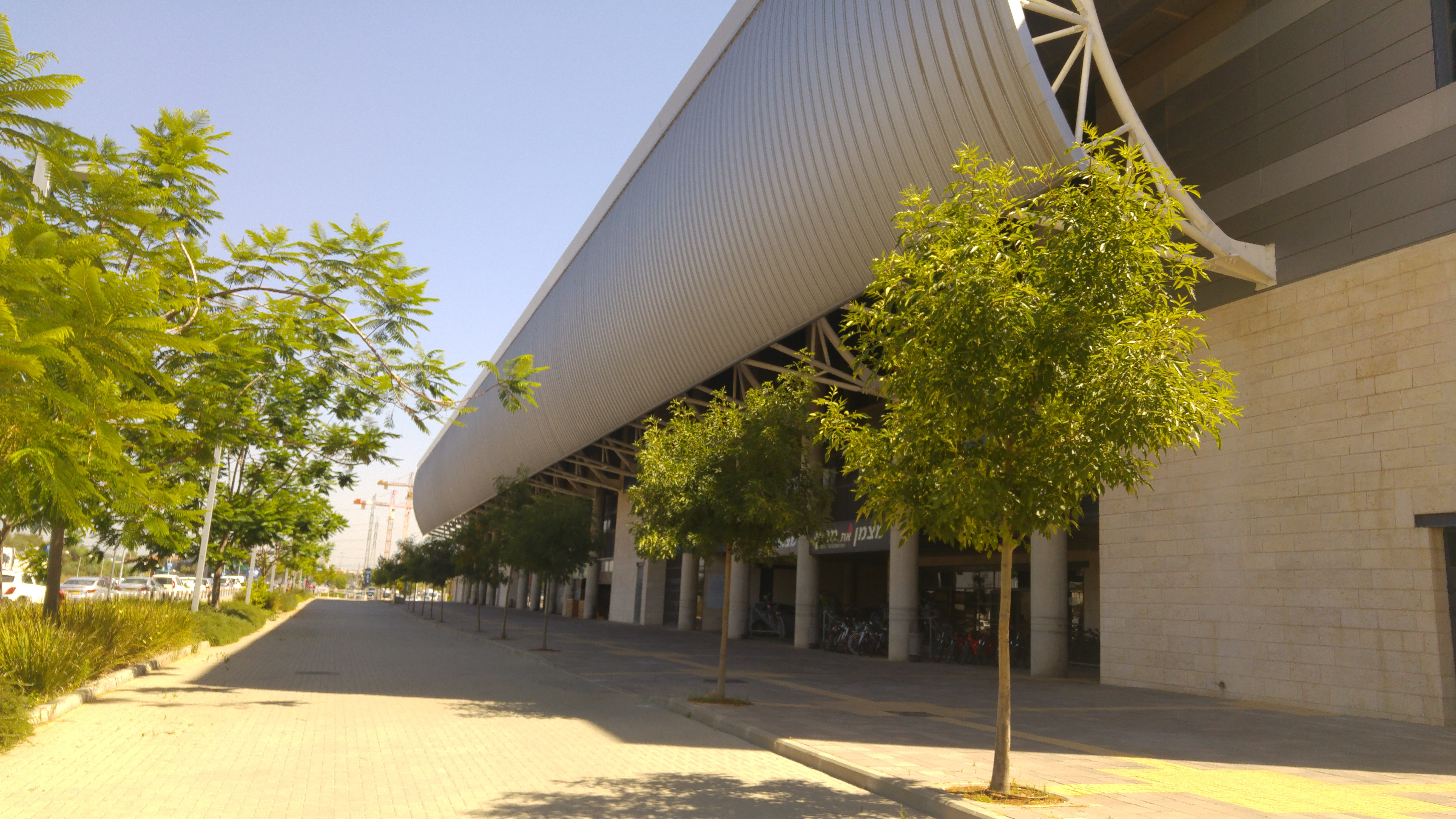
2016
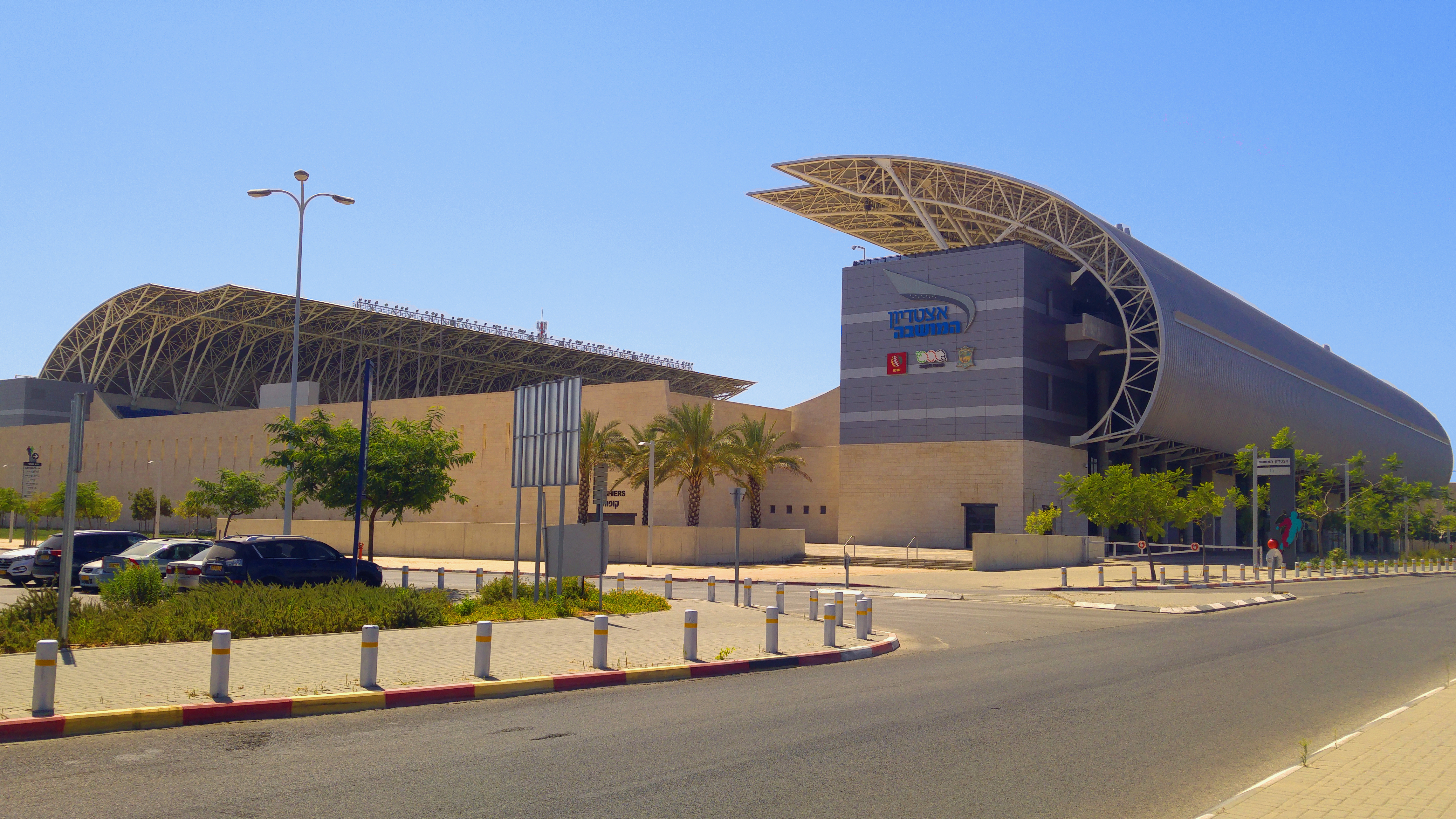
2016
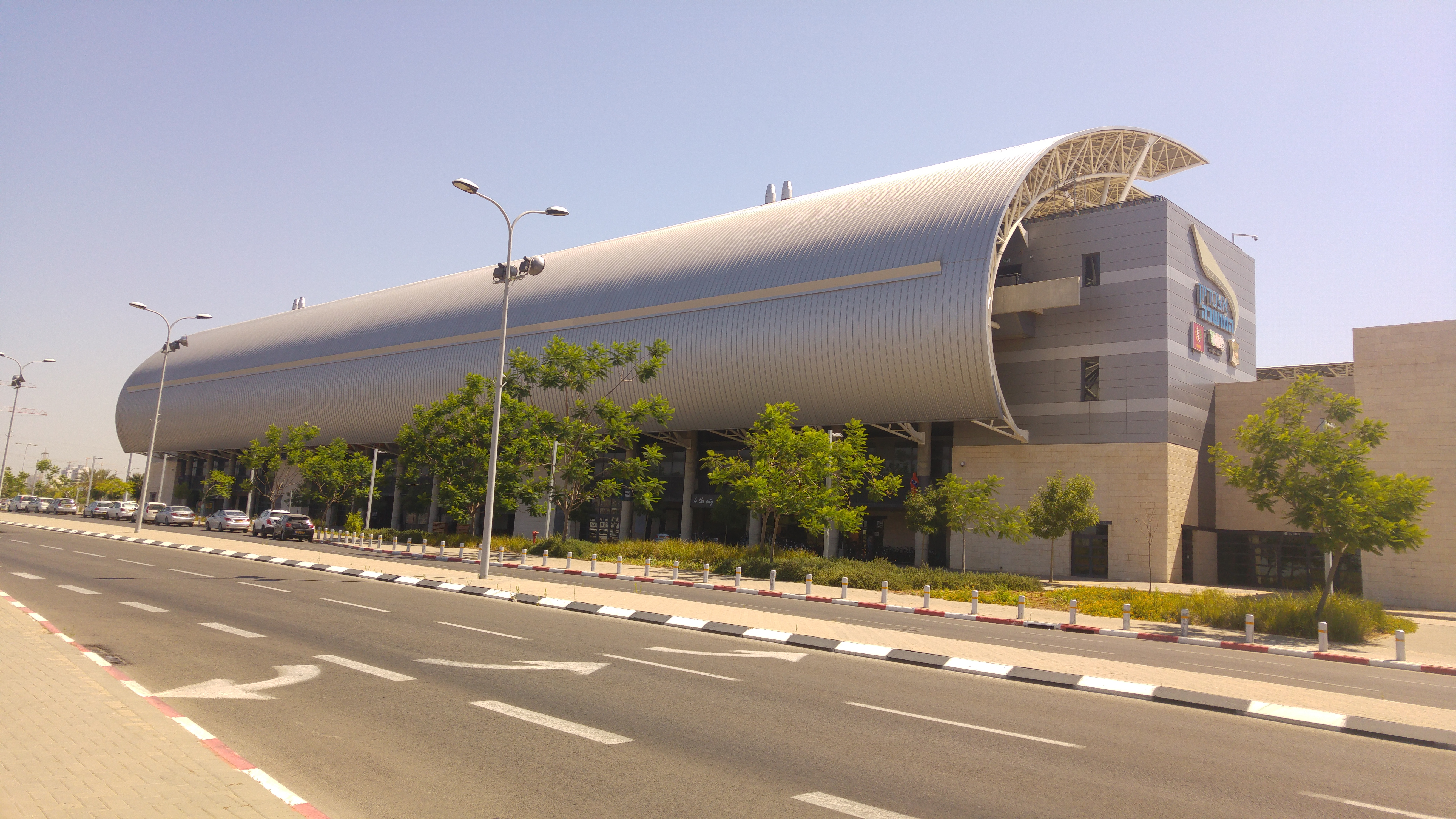
2016
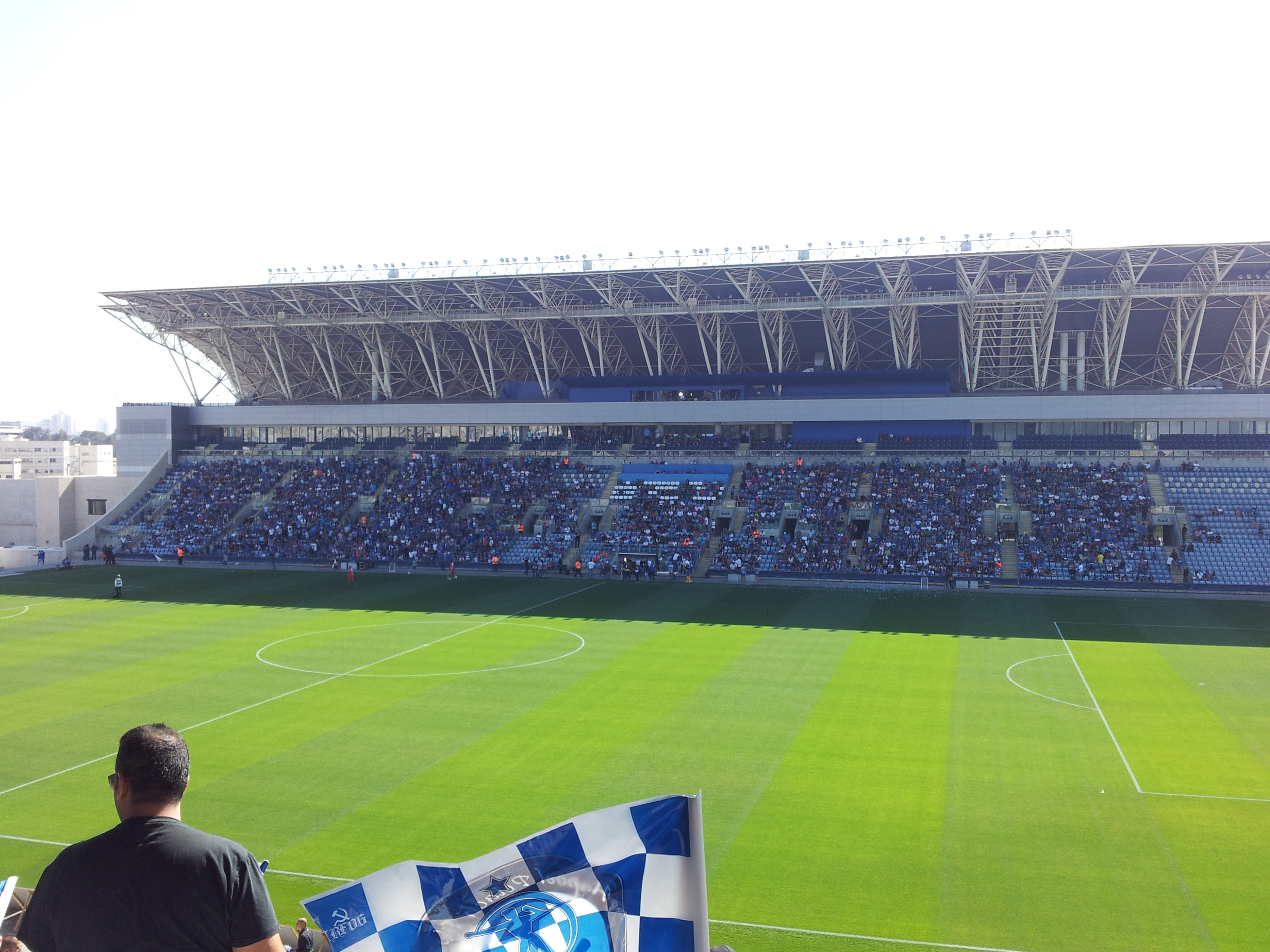
2014
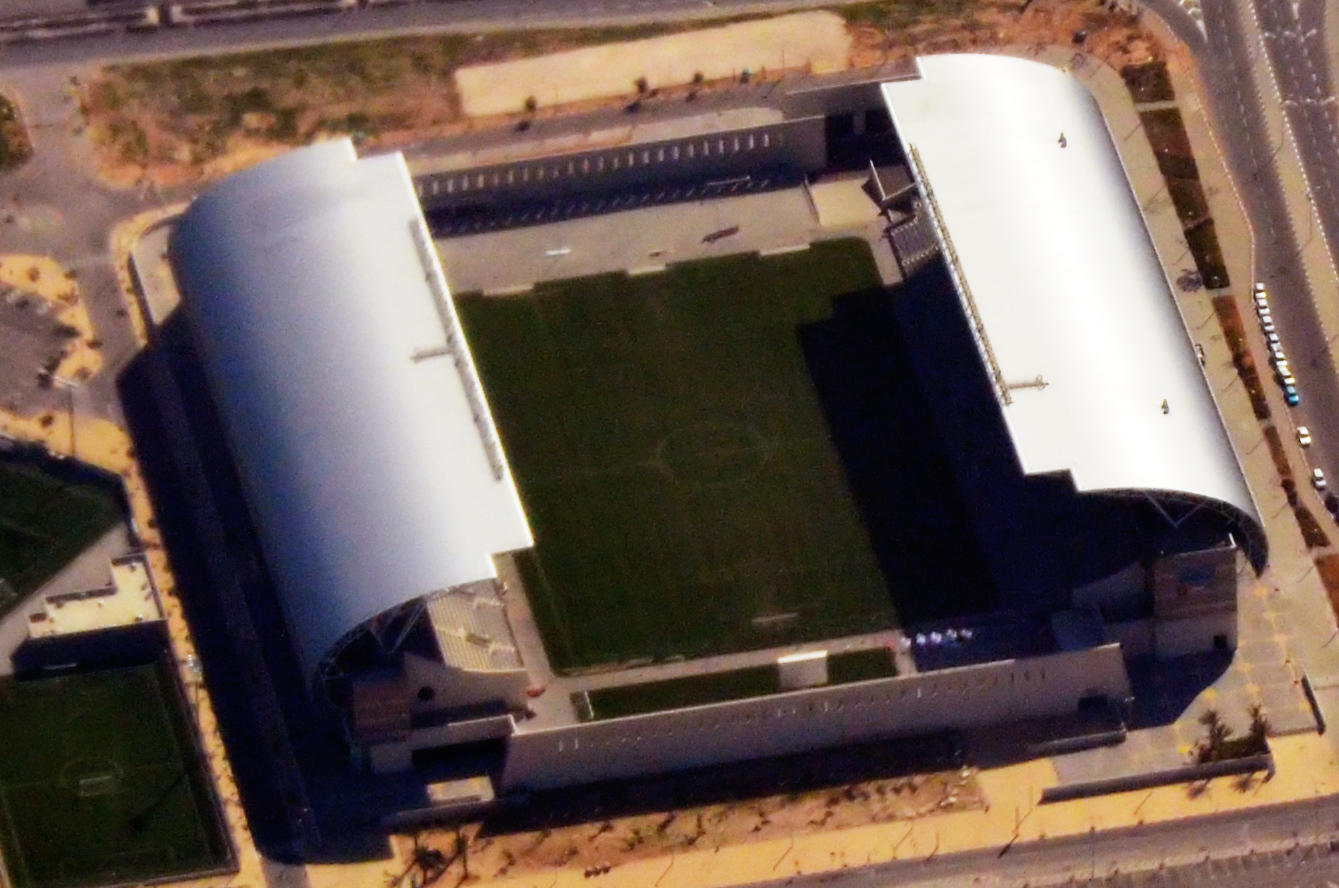
2014
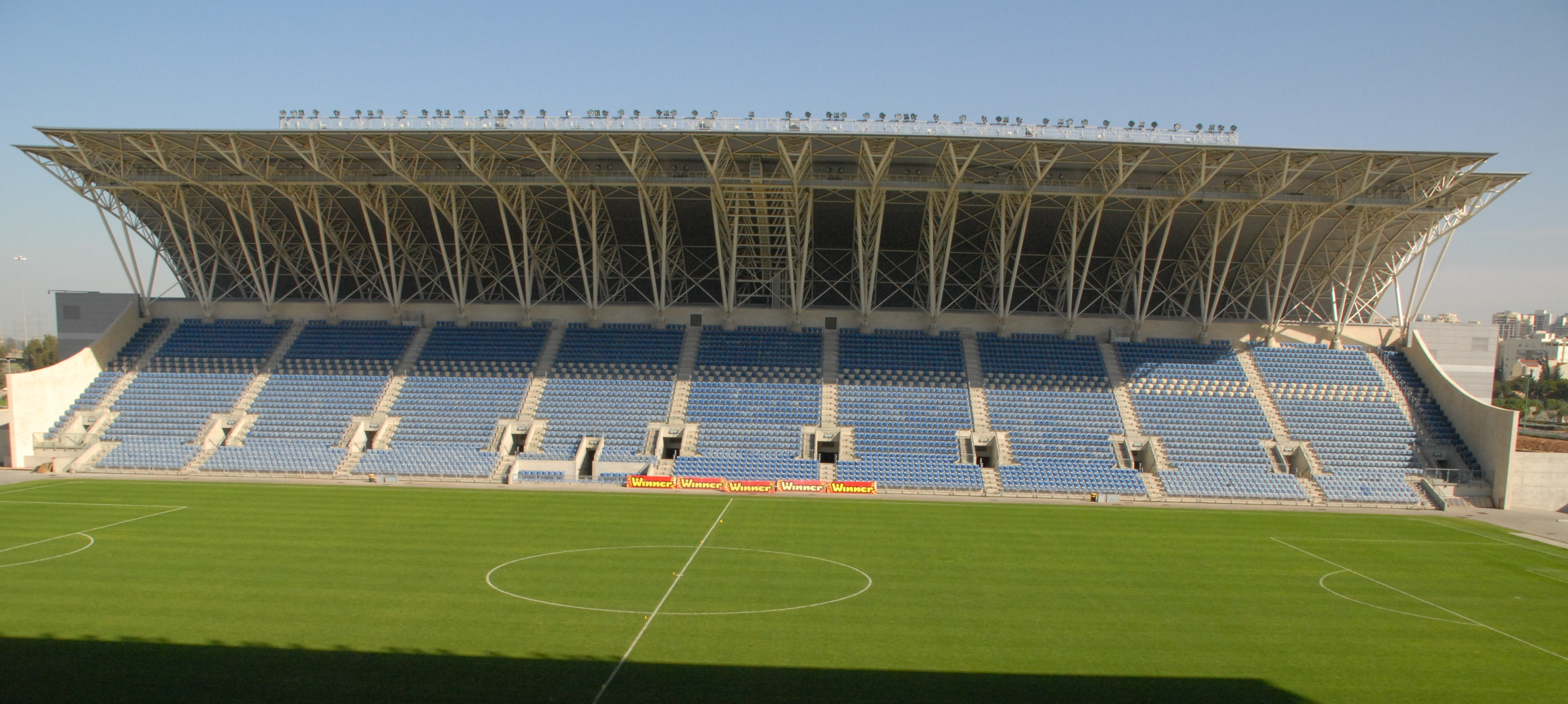
2012